# Cecil Rollo Payton Andrews
Cecil Rollo Payton Andrews (Londres, 2 de febrero de 1870 - 14 de junio de 1951) fue un botánico, y explorador australiano. Fue un pionero de la educación en Australia Occidental

## Biografía
En 1901, emigró a Australia, para un puesto como director del Colegio de Formación de Profesores en Claremont, Australia Occidental (1901-1903).
Fue elegido el primer presidente de la Sociedad Australiana Occidental de Historia Natural (1903). Posteriormente nombrado Director de Educación para Australia Occidental (1903-1929) y durante el último período (1912-1929) fue también Pro-Rector de la Universidad de Australia Occidental, antes de retirarse a Inglaterra alrededor de 1930.
La mayoría de sus colecciones de plantas australianas están en Perth, incluidos sus tipos de Acacia, pero su herbario británico en el Museo Británico es desde sus primeras colecciones en las Islas del Canal y materiales recogidos después de su regreso a Inglaterra.

## Eponimia
- (Euphorbiaceae) Bertya andrewsii W.Fitzg.[3]
- (Mimosaceae) Acacia andrewsii W.Fitzg.[4]
- (Rosaceae) Rubus andrewsianus Blanch.[5]

## Publicaciones
- cecil r.p. Andrews. 1912. Report Upon Educational Organization Western Australia. Education Dept. Ed. F.W. Simpson, 41 pp.